# Туфани (Констанца)
Туфани (рум. Tufani) насеље је у Румунији у округу Констанца у општини Индепенденца. Oпштина се налази на надморској висини од 87 m.

## Становништво
Према подацима из 2002. године у насељу је живело 398 становника, од којих су сви румунске националности.